# Mistrzostwa Świata Juniorów w Łucznictwie 2011
12. Mistrzostwa Świata Juniorów w Łucznictwie odbyły się w dniach 22 – 28 sierpnia 2011 roku w Legnicy. Byłą to pierwsza impreza tej rangi rozgrywana w Polsce. W zawodach wzięli udział juniorzy do 20 roku życia oraz kadeci do 17 roku życia, strzelający z łuków klasycznych i bloczkowych. Po raz pierwszy rozegrano konkurencję mikstów.

## Reprezentacja Polski juniorów

### łuk klasyczny
- Maciej Fałdziński
- Anna Grzelak
- Natalia Leśniak
- Piotr Nowak
- Paweł Zarzecki
- Paula Wyczechowska

### łuk bloczkowy
- Bartosz Gorczyca
- Krzysztof Janicki
- Maciej Kraśnicki
- Magdalena Olesek
- Katarzyna Szałańska
- Magdalena Zarzycka

## Reprezentacja Polski kadetów

### łuk klasyczny
- Aleksander Grzymek
- Martyna Kalwinek
- Katarzyna Kłoda
- Paweł Marzec
- Hubert Soboń
- Marlena Wejnerowska

### łuk bloczkowy
- Natalia Antoniak
- Sebastian Borowski
- Jakub Hubeny
- Agata Łazarska
- Maciej Urbanowicz

## Medaliści

### Juniorzy

#### Strzelanie z łuku klasycznego
| Konkurencja:           | Złoto:                                                            | Srebro:                                                        | Brąz:                                                              |
| indywidualnie kobiet   | Deepika Kumari                                                    | Kim Min-jung                                                   | Lee Jin-yeong                                                      |
| indywidualnie mężczyzn | Sung Woo-kyeong                                                   | Ryan Tyack                                                     | Liu Yue                                                            |
| drużynowo kobiet       | Korea Południowa · An Se-jin · Kim Min-jung · Lee Jin-yeong       | Chińskie Tajpej · Lin Shih-chia · Yanf Nien-hsiu · Tan Ya-ting | Indie · Deepika Kumari · Rimil Buriuly · Seema Verma               |
| drużynowo mężczyzn     | Korea Południowa · Kim Seong-hoon · Kim Joo-wan · Sung Woo-kyeong | Indie · Rajgovind Swansi · Somenath Mondal · Atanu Das         | Holandia · Mitch Dielemans · Rick van der Ven · Rick van der Oever |
| mikst                  | Korea Południowa · Kim Seong-hoon · Kim Min-jung                  | Holandia · Rick van der Ven · Carrie Wegh                      | Chińskie Tajpej · Chen Yu-cheng · Tan Ya-ting                      |

#### Strzelanie z łuku bloczkowego
| Konkurencja:           | Złoto:                                                                        | Srebro:                                                                   | Brąz:                                                             |
| indywidualnie kobiet   | Kendal Nicely                                                                 | Inge van Caspel                                                           | Naomi Martens                                                     |
| indywidualnie mężczyzn | Mike Schloesser                                                               | CHristos Aerikos                                                          | Jesse Gale                                                        |
| drużynowo kobiet       | Meksyk · Esther Judith Gonzàlez · Elma Cristina Quiroga · Ana Cristina Juarez | Rosja · Anna Artemowa · Swietłana Cherkaszniewa · Ekaterina Korobejnikowa | Włochy · Carlotta Febo · Giulia Cavalleri · Deborah Gillo         |
| drużynowo mężczyzn     | Kanada · Keenan Brown · Christopher Perkins · Michael Kupchanko               | Holandia · Mike Schloesser · Marc Remie · Colann Schreuders               | Stany Zjednoczone · Garreth Abernethy · Ben Cleland · Aaron Groce |
| mikst                  | Holandia · Mike Schloesser · Inge van Caspel                                  | Stany Zjednoczone · Garreth Abernethy · Kendal Nicely                     | Hiszpania · Francisco Javier Valverde · Gema Corral               |

### Kadeci

#### Strzelanie z łuku klasycznego
| Konkurencja:           | Złoto:                                                             | Srebro:                                                            | Brąz:                                                               |
| indywidualnie kobiet   | Ryoo Su-jung                                                       | Shin Jeong-hwa                                                     | Alejandra Valencia                                                  |
| indywidualnie mężczyzn | Park Seong-jeol                                                    | Chang Rui                                                          | Lee Seung-yun                                                       |
| drużynowo kobiet       | Korea Południowa · Ryoo Su-jung · Kang Chae-young · Shin Jeong-hwa | Ukraina · Marija Czornohuz · Polina Rodionowa · Anastasia Pawłowa  | Rosja · Dinata Janbarisowa · Soelma Syrenowa · Tuyana Daszidorżiewa |
| drużynowo mężczyzn     | Chińskie Tajpej · Wang Yuan-ching · Hsu Chao-kai · Kao Hao-wen     | Korea Południowa · Park Seong-jeol · Choi Jea-hwan · Lee Seung-yun | Słowenia · Kristjan Bauer · Jan Rijavec · Klemen Štrajhar           |
| mikst                  | Korea Południowa · Park Seong-jeol · Shin Jeong-hwa                | Rosja · Beligto Cyngujew · Dinata Janbarisowa                      | Indie · Binod Swansi · Mainaw Narzary                               |

#### Strzelanie z łuku bloczkowego
| Konkurencja:           | Złoto:                                                              | Srebro:                                                           | Brąz:                                                           |
| indywidualnie kobiet   | Emily Fischer                                                       | Sofia Villafan                                                    | Ella Hugo                                                       |
| indywidualnie mężczyzn | Stephan Hansen                                                      | Renaud Domanski                                                   | Ali Davarci                                                     |
| drużynowo kobiet       | Stany Zjednoczone · Kannsas Michaels · Emily Fischer · Paige Pearce | Meksyk · Sofia Villafan · ALexis Madrid · Stephanie Sarai Salinas | Rosja · Marima Dylykowa · Radmiła Protasowa · Maria Winogradowa |
| drużynowo mężczyzn     | Stany Zjednoczone · Bridger Deaton · Riley Whiting · Danny Button   | Turcja · Özgürcan Alici · Hüseyin Aykan Kurucan · Ali Davarci     | Dania · Simon Mikkelsen · Stephan Hansen · Peter Sigil          |
| mikst                  | Stany Zjednoczone · Bridger Deaton · Emily Fischer                  | Meksyk · Adolfo Medina · Sofia Villafan                           | Dania · Stephan Hansen · Sahra Sönnichsen                       |

## Klasyfikacja medalowa

### Juniorzy
| Lp. | Państwo           | Złoto | Srebro | Brąz | Razem |
| 1.  | Korea Południowa  | 4     | 1      | 1    | 6     |
| 2.  | Holandia          | 2     | 3      | 1    | 6     |
| 3.  | Indie             | 1     | 1      | 1    | 3     |
| 3.  | Stany Zjednoczone | 1     | 1      | 1    | 3     |
| 5.  | Kanada            | 1     | 0      | 0    | 1     |
| 5.  | Meksyk            | 1     | 0      | 0    | 1     |
| 7.  | Australia         | 0     | 1      | 1    | 2     |
| 7.  | Chińskie Tajpej   | 0     | 1      | 1    | 2     |
| 9.  | Grecja            | 0     | 1      | 0    | 1     |
| 9.  | Rosja             | 0     | 1      | 0    | 1     |
| 11. | Belgia            | 0     | 0      | 1    | 1     |
| 11. | Chiny             | 0     | 0      | 1    | 1     |
| 11. | Hiszpania         | 0     | 0      | 1    | 1     |
| 11. | Włochy            | 0     | 0      | 1    | 1     |

### Kadeci
| Lp. | Państwo           | Złoto | Srebro | Brąz | Razem |
| 1.  | Korea Południowa  | 4     | 2      | 1    | 7     |
| 2.  | Stany Zjednoczone | 4     | 0      | 0    | 4     |
| 3.  | Dania             | 1     | 0      | 2    | 3     |
| 4.  | Chińskie Tajpej   | 1     | 0      | 0    | 1     |
| 5.  | Meksyk            | 0     | 3      | 1    | 4     |
| 6.  | Rosja             | 0     | 1      | 2    | 3     |
| 7.  | Turcja            | 0     | 1      | 1    | 2     |
| 8.  | Belgia            | 0     | 1      | 0    | 1     |
| 8.  | Chiny             | 0     | 1      | 0    | 1     |
| 8.  | Ukraina           | 0     | 1      | 0    | 1     |
| 11. | Australia         | 0     | 0      | 1    | 1     |
| 11. | Indie             | 0     | 0      | 1    | 1     |
| 11. | Słowenia          | 0     | 0      | 1    | 1     |